# Syndrome brachycéphale

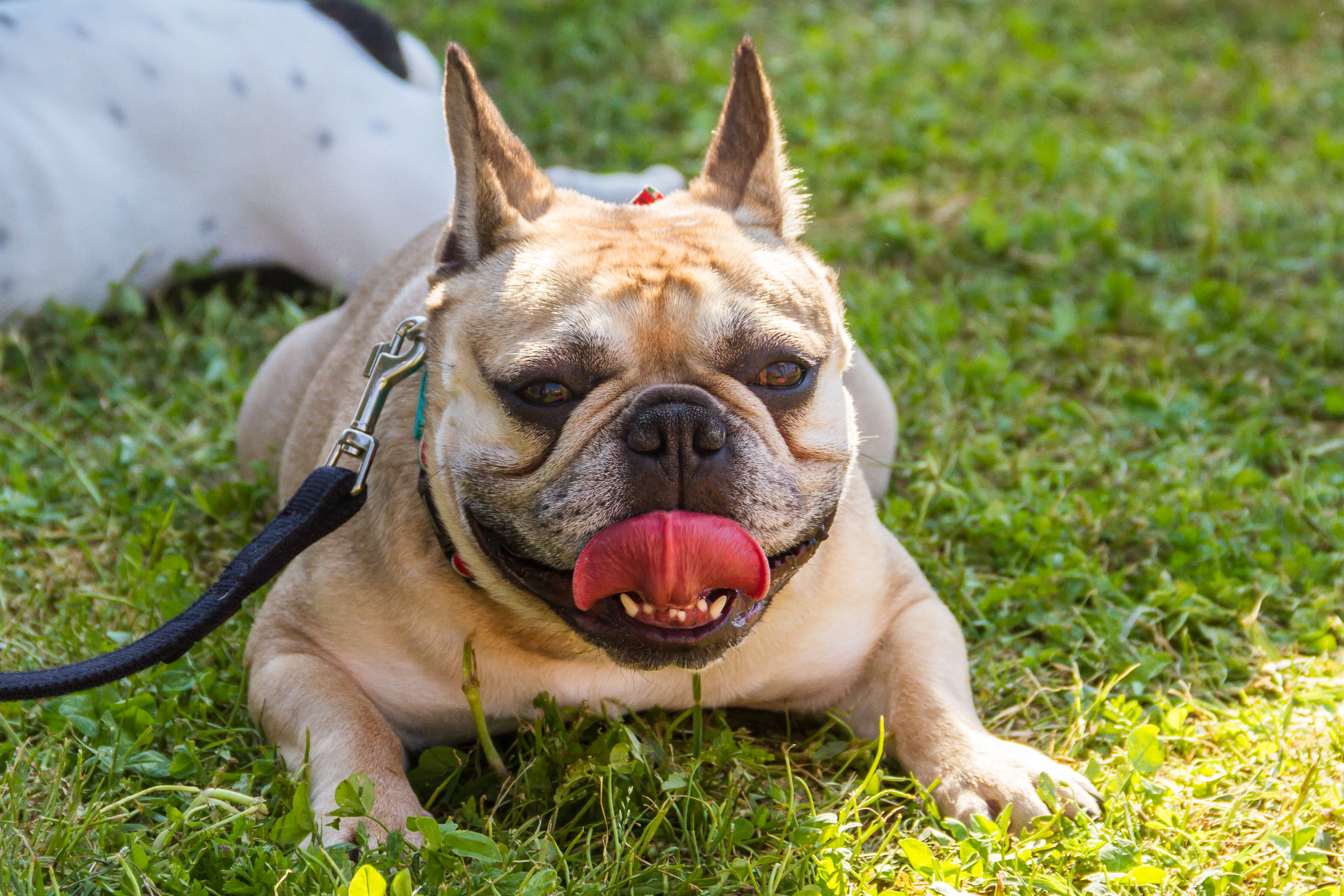
Bouledogue français haletant.

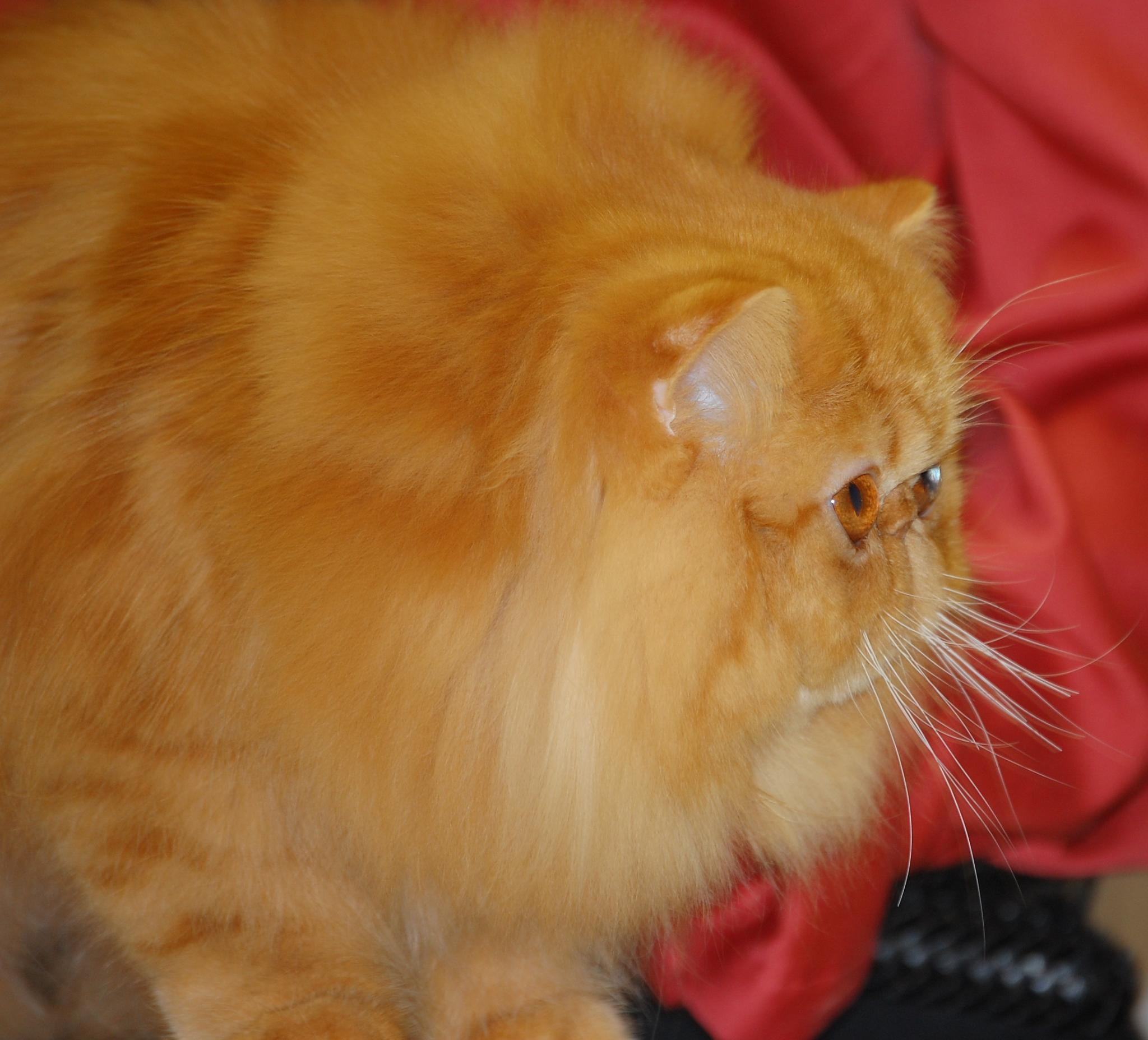
Syndrome brachycéphale du chat persan.

Le syndrome brachycéphale ou syndrome obstructif respiratoire des races canines et félines brachycéphales est un ensemble de symptômes provoqué par un ensemble d'anomalies des voies respiratoires supérieures touchant principalement des chiens et des chats à faces courtes et aplaties. Les animaux touchés présentent principalement des difficultés respiratoires de degré variable, pouvant mettre en jeu la vie de l'animal. Le syndrome brachycéphale est plus rare chez les chats et concerne surtout les races à face écrasée comme le Persan.

## Physiopathologie

Schéma des voies respiratoires d'un chien brachycéphale, ici un Boxer.
1. Cavités nasales 2. Cavité buccale 3. Palais mou 4. Pharynx 5. Larynx 6. Trachée 7. Œsophage 8. Nasopharynx 9. Palais dur.

Les races de chiens ou de chats brachycéphales présentent un ensemble de caractéristiques anatomiques consécutives à leur face écrasée, modifiant leurs voies respiratoires supérieures. Ces races présentent ainsi fréquemment une sténose des narines (narines trop étroites) provoquée par une malformation des cartilages dorsolatéraux du nez, des tonsilles élargies, et un palais mou plus allongé que la moyenne, qui s'oppose ainsi à la circulation de l'air vers et depuis les voies respiratoires. Pour forcer le passage de l'air vers les poumons, l'animal doit inspirer plus fortement, ce qui provoque une inflammation des tissus, une éversion des tonsilles et des saccules laryngés. La trachée et le larynx peuvent s'affaisser, entraînant ainsi une diminution du diamètre des voies respiratoires, causant à leur tour une augmentation de la résistance au passage de l'air.

## Symptômes
La victime présente des difficultés respiratoires légères, moyennes ou sévères. La respiration est bruyante, en particulier chez les chiens et lors de l'inspiration. L'animal est facilement essoufflé, et une intolérance à l'effort ou à la chaleur peut être observée, voire des syncopes. Une cyanose des muqueuses est possible.
Ces troubles respiratoires sont souvent associés à des troubles digestifs : vomissements, sténose du pylore, inflammation chronique de l'estomac.

## Diagnostic
Le diagnostic du syndrome brachycéphale repose sur l'historique du patient, un examen clinique et des examens complémentaires.
L'observation pour la sténose des narines est facile à constater. Une endoscopie sous anesthésie générale permet de vérifier la morphologie du larynx. Des radios des poumons peuvent également être réalisées, afin de vérifier l'état des voies aériennes inférieures. L'analyse des gaz du sang artériel permet de déterminer la saturation en oxygène du sang et donc un apport en oxygène.

## Prise en charge

### Chirurgie
L'intervention chirurgicale est le principal traitement du syndrome brachycéphale. Elle peut être réalisée en même temps que l'observation du larynx sous endoscopie, lors de la même anesthésie. Selon les besoins, l'intervention consiste à élargir les narines, à pratiquer une résection du palais mou et une ablation des saccules du larynx ou des tonsilles. Une trachéotomie définitive est recommandée dans le cas d'un affaissement laryngé.

## Mesures d'élevage
En 2019, la Société centrale canine met en place un test d'aptitude pour les races canines brachycéphales, à faire passer au chien à partir de l'âge de la confirmation du syndrome et par la suite tous les deux ans. Il ne s'agit pas d'un test diagnostique, mais d'une vérification de l'aptitude des chiens à pouvoir effectuer une activité physique simple de promenade en montrant un minimum de signes de fatigue et d'essoufflement. Le résultat apparaît sur le site « LOF Select »,.

## Société
En 2022, la Norvège interdit l'élevage de certaines races brachycéphales, jugeant non éthique de produire des animaux prédisposés à développer des problèmes de santé, dont le syndrome brachycéphale.